# Concept (jeu)
Pour les articles homonymes, voir Concept.
Concept est un jeu de société où le mécanisme de jeu repose sur l'identification d'entités par combinaison d'éléments symboliques. Les joueurs doivent ainsi faire deviner des films, des objets, des personnes ou des personnages en plaçant leurs pions sur certaines des 117 icônes du plateau de jeu. Inspiré de l'écriture maya et du singe Kanzi, le jeu a été créé par le mathématicien Alain Rivollet et l'informaticien Gaëtan Beaujannot. Sorti en novembre 2013, Concept est édité par Repos Production et distribué par Asmodée. Le jeu remporte l'As d'Or Jeu de l'année 2014 lors du Festival International des Jeux, à Cannes,.

## Distribution
Distribué par Asmodée en magasins et chaînes spécialisés, le jeu s'est écoulé à 14 000 exemplaires en France en 2013, et près de 50 000 dans le monde (début mars 2014), ce qui en fait un succès important. Cette diffusion internationale est facilitée par la nature du jeu, dont le mécanisme et donc le plateau ne font pas appel au langage.

## Récompenses
- As d'Or Jeu de l'année 2014.
- Spiel des Jahres 2014 : finaliste[3].